# Остров Герберштейна
Остров Герберште́йна — остров архипелага Норденшёльда. Административно относится к Таймырскому району Красноярского края России.

## География
Расположен в Карском море в юго-западной части архипелага, являясь самым южным его островом. Входит в состав островов Вилькицкого, лежит в их крайней юго-западной части. Одноимённый мыс в западной части острова является самой западной точкой группы. Лежит обособленно, ближайшие к нему другие острова Вилькицкого — острова Каменистый и Ховарда, находятся в 8 и 11 километрах к северо-востоку соответственно. К югу от острова Герберштейна за проливом Матисена лежат не относящиеся к архипелагу острова Правды и Нансена. Расстояние до континентальной России составляет около 20 километров.

## Описание
Остров Герберштейна имеет вытянутую с юго-запада на северо-восток неровную форму с двумя небольшими изгибами северного берега и небольшой округлой лагуной в средней части южного берега. Длина острова составляет около 2,3 километра, ширина достигает 1 километра.
Существенную часть острова занимают две скалистые возвышенности. Одна из них занимает центральную и западную часть острова, другая лежит в восточной части. Наивысшая точка острова — 12 метров. Ручьёв и озёр нет.
Берега пологие. Редкая растительность острова представлена мохово-лишайниковыми сообществами и короткой жёсткой травой. На вершине восточной скалы установлен геодезический пункт.
Остров и мыс на нём были названы в 1901 году Русской Полярной экспедицией Эдуарда Толля 1899—1903 годов в честь барона Сигизмунда Герберштейна — немецкого дипломата XVI века, автора «Записок о Московитских делах».